# Cerna (Danube)
Pour les articles homonymes, voir Cerna.
La Cerna est une rivière de Roumanie, d'une longueur d'environ 90 km, qui se jette dans le Danube à hauteur de la ville d'Orșova.